# Colonia Guadalupe, Tehuacán
Colonia Guadalupe är en ort i Mexiko.   Den ligger i kommunen Tehuacán och delstaten Puebla, i den sydöstra delen av landet, 220 km sydost om huvudstaden Mexico City. Colonia Guadalupe ligger 1 353 meter över havet och antalet invånare är 464.
Terrängen runt Colonia Guadalupe är varierad. Runt Colonia Guadalupe är det tätbefolkat, med 427 invånare per kvadratkilometer. Närmaste större samhälle är Tehuacán, 9,3 km nordväst om Colonia Guadalupe. Trakten runt Colonia Guadalupe består till största delen av jordbruksmark.